# Operator nabla
Nabla – stosowana w rachunku wektorowym konwencja notacyjna z wykorzystaniem symbolu nabli {\displaystyle \nabla .} Ułatwia ona opis gradientu (dla pola skalarnego), czy też różnorodnych operatorów różniczkowych, w tym pochodnej (odpowiadającej gradientowi), dywergencji, rotacji (dla pola wektorowego) czy laplasjanu (dla pola wektorowego lub skalarnego). Siła notacji tkwi w tym, iż nabla traktowana jest w niej podobnie do wektora: można ją mnożyć skalarnie, wektorowo, a nawet tensorowo przez pola skalarne bądź wektorowe, uzyskując inne pola skalarne lub wektorowe (mnożenie lewostronne) albo kolejne operatory różniczkowe (mnożenie prawostronne – wynika to z nieprzemienności „operatora”, zob. Zastrzeżenia).

## Definicja
W trójwymiarowej przestrzeni euklidesowej {\displaystyle \mathbb {R} ^{3}} z układem współrzędnych kartezjańskich {\displaystyle (x,y,z)} nablę definiuje się za pomocą pochodnych cząstkowych wzorem:
{\displaystyle \nabla =\left({\frac {\partial }{\partial x}},{\frac {\partial }{\partial y}},{\frac {\partial }{\partial z}}\right)=\mathbf {i} {\frac {\partial }{\partial x}}+\mathbf {j} {\frac {\partial }{\partial y}}+\mathbf {k} {\frac {\partial }{\partial z}},}
gdzie {\displaystyle \mathbf {i} ,\;\mathbf {j} ,\;\mathbf {k} } oznaczają wektory jednostkowe osi (wektory bazy standardowej).
Nablę można uogólnić na przestrzeń {\displaystyle \mathbb {R} ^{n}} z kartezjańskim układem współrzędnych {\displaystyle (x_{1},\dots ,x_{n}),} definiując ją jako
{\displaystyle \nabla =\left({\frac {\partial }{\partial x_{1}}},\dots ,{\frac {\partial }{\partial x_{n}}}\right)=\sum _{i=1}^{n}\mathbf {e} _{i}{\frac {\partial }{\partial x_{i}}},}
gdzie {\displaystyle (\mathbf {e} _{i})_{i=1,\dots ,n}} oznacza bazę standardową; w konwencji sumacyjnej Einsteina powyższy zapis ulega skróceniu do
{\displaystyle \nabla =\mathbf {e} _{i}\partial _{i}.}
Postać w innych niż kartezjański układach współrzędnych jest bardziej złożona – postać w popularnych układach współrzędnych przedstawiono w oddzielnym artykule.

## Zastosowania
W dalszej części przestrzeń euklidesowa będzie miała trzy wymiary ze względu na użycie iloczynu wektorowego.

### Gradient i pochodna kierunkowa
Jeśli {\displaystyle \varphi \colon \mathbb {R} ^{3}\to \mathbb {R} } jest polem skalarnym, to potraktowanie nabli jako funkcji pola skalarnego daje pole wektorowe nazywane gradientem:
{\displaystyle \mathrm {grad} \;\varphi =\left({\frac {\partial \varphi }{\partial x}},{\frac {\partial \varphi }{\partial y}},{\frac {\partial \varphi }{\partial z}}\right)=\mathbf {i} {\frac {\partial \varphi }{\partial x}}+\mathbf {j} {\frac {\partial \varphi }{\partial y}}+\mathbf {k} {\frac {\partial \varphi }{\partial z}}=\nabla \varphi ;}
powyższy zapis można traktować jako mnożenie „wektora nabla” przez „skalar” (w tej właśnie kolejności – zob. Zastrzeżenia) dające w wyniku „wektor”. Stąd nablę można uważać za operator pochodnej wielowymiarowej, o ile tylko spełnione są pewne warunki regularności (zob. związek gradientu z pochodną i różniczką). Przy ich założeniu pochodna kierunkowa wzdłuż wektora {\displaystyle \mathbf {u} =(u_{x},u_{y},u_{z})} może być przedstawiona w postaci iloczynu skalarnego gradientu (w danym punkcie) przez wektor {\displaystyle \mathbf {u} ,} to
{\displaystyle {\frac {\partial \varphi }{\partial \mathbf {u} }}=u_{x}{\frac {\partial \varphi }{\partial x}}+u_{y}{\frac {\partial \varphi }{\partial y}}+u_{z}{\frac {\partial \varphi }{\partial z}}=\mathbf {u} \cdot \nabla \varphi =(\mathbf {u} \cdot \nabla )\varphi ;}
Symbol w nawiasie po ostatniej równości należy traktować jako całość; operatorem jest więc wektor (w ogólności również pole wektorowe) mnożony skalarnie przez „wektor nabla” (zob. Zastrzeżenia). Oznaczenia te wykorzystuje się również do zapisu pochodnej materialnej. Innym spotykanym oznaczeniem pochodnej {\displaystyle \varphi } w kierunku {\displaystyle \mathbf {u} } jest {\displaystyle \nabla _{\mathbf {u} }\varphi .}

### Dywergencja
Jeżeli {\displaystyle \mathbf {f} \colon \mathbb {R} ^{3}\to \mathbb {R} ^{3}} jest polem wektorowym {\displaystyle (f_{x},f_{y},f_{z})} zmiennych {\displaystyle (x,y,z),} to dywergencję {\displaystyle \mathbf {f} } będącą polem skalarnym można wyrazić za pomocą iloczynu skalarnego nabli przez {\displaystyle \mathbf {f} ,} tzn.
{\displaystyle \mathrm {div} \;\mathbf {f} ={\frac {\partial f_{x}}{\partial x}}+{\frac {\partial f_{y}}{\partial y}}+{\frac {\partial f_{z}}{\partial z}}=\nabla \cdot \mathbf {f} ;}
w ten sposób „wektor nabla” jest mnożony przez „wektor”, dając w wyniku „skalar” (znowu istotna jest kolejność – zob. Zastrzeżenia); innymi słowy {\displaystyle \mathrm {div} =\nabla \cdot .}

### Rotacja
Zamiana iloczynu skalarnego na iloczyn wektorowy dla danego pola wektorowego {\displaystyle \mathbf {f} } w powyższym przypadku umożliwia zwarty sposób zapisu rotacji:
{\displaystyle {\begin{aligned}\mathrm {rot} \;\mathbf {f} &=\left({\frac {\partial f_{z}}{\partial y}}-{\frac {\partial f_{y}}{\partial z}},\ {\frac {\partial f_{x}}{\partial z}}-{\frac {\partial f_{z}}{\partial x}},\ {\frac {\partial f_{y}}{\partial x}}-{\frac {\partial f_{x}}{\partial y}}\right)\\[2pt]&=\left({\frac {\partial f_{z}}{\partial y}}-{\frac {\partial f_{y}}{\partial z}}\right)\mathbf {i} +\left({\frac {\partial f_{x}}{\partial z}}-{\frac {\partial f_{z}}{\partial x}}\right)\mathbf {j} +\left({\frac {\partial f_{y}}{\partial x}}-{\frac {\partial f_{x}}{\partial y}}\right)\mathbf {k} \\[2pt]&=\nabla \times \mathbf {f} ;\end{aligned}}}
potwierdza to intuicję, iż „wektor nabla” mnożony wektorowo przez „wektor” daje inny „wektor” (z zachowaniem kolejności – zob. Zastrzeżenia); dlatego {\displaystyle \mathrm {rot} =\nabla \times .} Korzystając z mnemoniku wyznacznikowego dla iloczynu wektorowego rotację {\displaystyle \mathbf {f} ,} można wtedy zapisać w postaci
{\displaystyle \nabla \times \mathbf {f} =\det {\begin{bmatrix}{\frac {\partial }{\partial x}}&{\frac {\partial }{\partial y}}&{\frac {\partial }{\partial z}}\\f_{x}&f_{y}&f_{z}\\\mathbf {i} &\mathbf {j} &\mathbf {k} \end{bmatrix}}.}

### Laplasjan
Laplasjan, nazywany również operatorem Laplace’a, jest operatorem skalarnym działającym na pole skalarne danym jako
{\displaystyle \Delta ={\frac {\partial ^{2}}{\partial x^{2}}}+{\frac {\partial ^{2}}{\partial y^{2}}}+{\frac {\partial ^{2}}{\partial z^{2}}}=\nabla \cdot \nabla =\nabla ^{2};}
znajduje on zastosowanie w wielu działach współczesnej fizyki matematycznej, pojawia się m.in. w równaniu Laplace’a, równaniu Poissona, równaniu przewodnictwa ciepła, równaniu falowym, czy równaniu Schrödingera.
Stosuje się również laplasjan wektorowy będący operatorem wektorowym zwracającym pole wektorowe: jeżeli {\displaystyle \mathbf {f} } jest polem wektorowym, to jest on zdefiniowany wzorem
{\displaystyle \nabla ^{2}\mathbf {f} =\nabla (\nabla \cdot \mathbf {f} )-\nabla \times (\nabla \times \mathbf {f} );}
we współrzędnych kartezjańskich przyjmuje on dużo prostszą postać (która może być postrzegana jako szczególny przypadek wzoru Lagrange’a),
{\displaystyle \Delta \mathbf {f} =(\Delta f_{x},\Delta f_{y},\Delta f_{z}),}
gdzie {\displaystyle \mathbf {f} =(f_{x},f_{y},f_{z}).}

### Pochodna kowariantna
Użycie iloczynu tensorowego, w tym przypadku iloczynu diadycznego, w miejsce iloczynu skalarnego dla dywergencji i iloczynu wektorowego dla rotacji opisuje pochodną kowariantną; dokładniej: jeśli {\displaystyle \mathbf {f} } jest trójwymiarowym polem wektorowym, to {\displaystyle \nabla \otimes \mathbf {f} } jest tensorem drugiego rzędu odpowiadającym pochodnej kowariantnej {\displaystyle \mathrm {D} \mathbf {f} ,} którą można przedstawić za pomocą macierzy równoważnej macierzy Jacobiego pola wektorowego {\displaystyle \mathbf {f} .} Notację tę stosuje się również do opisu zmiany pola wektorowego {\displaystyle \delta \mathbf {f} } przy małym przemieszczeniu {\displaystyle \delta \mathbf {r} ,} mianowicie
{\displaystyle \delta \mathbf {f} =(\nabla \otimes \mathbf {f} )\cdot \delta \mathbf {r} .}

## Złożenia

Następujący diagram demonstruje wszystkie zasady dotyczące złożeń różnych operatorów: symbole D, C, G, L_{scalar}, L_{vect} oraz CC oznaczają kolejno dywergencję, rotację, gradient, laplasjan skalarny i wektorowy oraz rotację rotacji; niebieskie strzałki przedstawiają istnienie złożenia wskazywanego za pomocą strzałki, niebieski okrąg obrazuje możliwość dwukrotnego złożenia rotacji, czerwone okręgi (przerywane) oddają niemożność złożenia dywergencji i gradientu samych ze sobą.

Rozpatrując możliwość „brania różnych iloczynów” nabli przez pola skalarne i wektorowe, które dają inne pola skalarne bądź wektorowe, można wyróżnić wiele możliwości złożeń uzyskanych operatorów; zgodność poszczególnych operatorów umożliwia wykonanie następujących złożeń:
- trzech operacji na polu wektorowym uzyskanym jako gradient pola skalarnego,

{\displaystyle \mathrm {div} \;(\mathrm {grad} \;\varphi )=\nabla \cdot (\nabla \varphi ),}
{\displaystyle \mathrm {rot} \;(\mathrm {grad} \;\varphi )=\nabla \times (\nabla \varphi ),}
{\displaystyle \Delta \varphi =\nabla ^{2}\varphi ,}
- operacji na polu skalarnym uzyskanym jako dywergencja pola wektorowego,

{\displaystyle \mathrm {grad} \;(\mathrm {div} \;\mathbf {f} )=\nabla (\nabla \cdot \mathbf {f} ),}
- dwóch operacji na polu wektorowym uzyskanym jako rotacja pola wektorowego,

{\displaystyle \mathrm {div} \;(\mathrm {rot} \;\mathbf {f} )=\nabla \cdot (\nabla \times \mathbf {f} ),}
{\displaystyle \mathrm {rot} \;(\mathrm {rot} \;\mathbf {f} )=\nabla \times (\nabla \times \mathbf {f} ),}
- operacji laplasjanu wektorowego,

{\displaystyle \Delta \mathbf {f} =\nabla ^{2}\mathbf {f} ,}
przy czym dwa z nich są zawsze równe,
{\displaystyle \mathrm {div} \;(\mathrm {grad} \;\varphi )=\nabla \cdot (\nabla \varphi )=\nabla ^{2}\varphi =\Delta \varphi ,}
zaś następujące dwa zawsze znikają, o ile pola są wystarczająco regularne:
{\displaystyle \mathrm {rot} \;(\mathrm {grad} \;\varphi )=\nabla \times (\nabla \varphi )=0,}
{\displaystyle \mathrm {div} \;(\mathrm {rot} \;\mathbf {f} )=\nabla \cdot (\nabla \times \mathbf {f} )=0.}
Zachodzi również tożsamość przypominająca wzór Lagrange’a:
{\displaystyle \nabla \times (\nabla \times \mathbf {f} )=\nabla (\nabla \cdot \mathbf {f} )-\nabla ^{2}\mathbf {f} ,}
gdyż
{\displaystyle \mathrm {rot} \;(\mathrm {rot} \;\mathbf {f} )=\mathrm {grad} \;(\mathrm {div} \;\mathbf {f} )-\Delta \mathbf {f} ;}
jeśli pola są wystarczająco regularne, to jeden z operatorów można wyrazić za pomocą iloczynu tensorowego:
{\displaystyle \nabla (\nabla \cdot \mathbf {f} )=\nabla \cdot (\nabla \otimes \mathbf {f} ),}
ponieważ
{\displaystyle \mathrm {grad} \;(\mathrm {div} \;\mathbf {f} )=\mathrm {div} (\mathrm {D} \mathbf {f} ).}

## Zastrzeżenia
Większość z powyższych własności zdaje się być zwykłymi tożsamościami dotyczącymi wektorów – w szczególności podstawienie zamiast nabli wektora zawsze da prawdziwą tożsamość wektorową (poza tymi, które dotyczą własności różniczkowych, np. reguła iloczynu). Jest to istotne ułatwienie, które niekiedy może być zdradliwe, gdyż stosowanie nabli wymaga zachowania kolejności czynników poszczególnych mnożeń. Wynika to z faktu, iż wektor jest obiektem mającym jednoznacznie określone liczbowo współrzędne, zaś nabla nie przedstawia żadnej wartości dopóki nie zadziała na pewnym polu.
Przykładowo tożsamość wektorowa
{\displaystyle (\mathbf {u} \cdot \mathbf {v} )\varphi =(\mathbf {v} \cdot \mathbf {u} )\varphi }
zastosowana dla dywergencji pola wektorowego przestaje być prawdziwa:
{\displaystyle (\nabla \cdot \mathbf {f} )\varphi \neq (\mathbf {f} \cdot \nabla )\varphi .}
Otóż
{\displaystyle {\begin{aligned}(\nabla \cdot \mathbf {f} )\varphi &=\left({\frac {\partial f_{x}}{\partial x}}+{\frac {\partial f_{y}}{\partial y}}+{\frac {\partial f_{z}}{\partial z}}\right)\varphi \\&={\frac {\partial f_{x}}{\partial x}}\varphi +{\frac {\partial f_{y}}{\partial y}}\varphi +{\frac {\partial f_{z}}{\partial z}}\varphi ,\end{aligned}}}
zaś
{\displaystyle {\begin{aligned}(\mathbf {f} \cdot \nabla )\varphi &=\left(f_{x}{\frac {\partial }{\partial x}}+f_{y}{\frac {\partial }{\partial y}}+f_{z}{\frac {\partial }{\partial z}}\right)\varphi \\&=f_{x}{\frac {\partial \varphi }{\partial x}}+f_{y}{\frac {\partial \varphi }{\partial y}}+f_{z}{\frac {\partial \varphi }{\partial z}},\end{aligned}}}
gdzie {\displaystyle \mathbf {f} =(f_{x},f_{y},f_{z}).}
Przy korzystaniu z własności różniczkowych nabli również wymagana jest ostrożność: niech {\displaystyle \nabla \varphi } oznacza gradient pola skalarnego {\displaystyle \varphi ,} podczas gdy napis {\displaystyle \varphi \nabla } reprezentuje iloczyn pola {\displaystyle \varphi } oraz gradientu jeszcze niewskazanego pola skalarnego, czyli jako taki przedstawia funkcję pochodnej, będąc tym samym kolejnym operatorem różniczkowym. Podobnie jeżeli {\displaystyle \varphi (x,y,z)=x} oraz {\displaystyle \psi (x,y,z)=y,} to
{\displaystyle {\begin{aligned}(\nabla \varphi )\times (\nabla \psi )&=\left(\mathbf {i} {\frac {\partial \varphi }{\partial x}}+\mathbf {j} {\frac {\partial \varphi }{\partial y}}+\mathbf {k} {\frac {\partial \varphi }{\partial z}}\right)\times \left(\mathbf {i} {\frac {\partial \psi }{\partial x}}+\mathbf {j} {\frac {\partial \psi }{\partial y}}+\mathbf {k} {\frac {\partial \psi }{\partial z}}\right)\\[2pt]&=(\mathbf {i} \cdot 1+\mathbf {j} \cdot 0+\mathbf {k} \cdot 0)\times (\mathbf {i} \cdot 0+\mathbf {j} \cdot 1+\mathbf {k} \cdot 0)\\[2pt]&=\mathbf {i} \times \mathbf {j} =\mathbf {k} ,\end{aligned}}}
podczas gdy
{\displaystyle (\mathbf {u} \varphi )\times (\mathbf {u} \psi )=\varphi \psi (\mathbf {u} \times \mathbf {u} )=\varphi \psi \mathbf {0} =\mathbf {0} .}